# Carlos de Beranger y Renaud
Carlos de Beranger y Renaud (Barcelona, 18 de septiembre de 1719 - 27 de febrero de 1793) fue un militar e ingeniero español, que destacó por su labor en la construcción de fortificaciones en América, así como por ejercer el cargo de gobernador de varias provincias en Chile y Perú.

## Biografía
Era hijo de don Carlos Berenger y Clavia, nacido en Ruan, Francia, el 10 de mayo de 1698, brigadier de los Reales Ejércitos, y de doña Ana Renaud, nacida en Benelau, Países Bajos, el 8 de enero de 1700. La familia llegó a España desde Francia en apoyo al bando Borbónico durante la Guerra de Sucesión Española.
Ingresó a los Reales Ejércitos en 1731, y curso estudios de ingeniería en la Real Academia Militar de Matemáticas y Fortificación de Barcelona. No obstante, no pudo ingresar al Real Cuerpo de Ingenieros por la escasez de plazas, lo que lo llevó a servir como oficial de los regimientos de dragones de Orán, hasta 1748, y luego del de Batavia, al mando del coronel Manuel de Amat, que luego pasaría a América como gobernador del reino de Chile y después ascendería a virrey del Perú (1761). En esa época Beranger arribó a Lima, como ingeniero militar, y tres años más tarde fue designado Gobernador y Superintendente General de la Villa y Mina de Huancavelica y Gobernador de la Provincia de Angaraes, empleo que dejó en 1767 cuando fue enviado a la provincia de Chiloé, que ese mismo año acababa de ser transferida desde la Capitanía General de Chile al Virreinato del Perú.
En Chiloé, Beranger encargó en 1768 la construcción del Fuerte Real y Villa de San Carlos de Chiloé, actual ciudad de Ancud, que a partir de entonces tomaría el lugar de Castro como capital de la provincia. Para el poblamiento de esta nueva ciudad también encargó el despoblamiento e incendio del pueblo de Chacao, principal asentamiento español en el norte de la isla. Se mantuvo al frente del gobierno de Chiloé hasta 1772, periodo en el cual escribió la obra "Relación geográfica de la Isla de Chiloé", donde da a conocer las características sociales y naturales de la provincia a su cargo.
Luego de su salida como gobernador de Chiloé regresa a España en 1773, ingresando a la Orden de Santiago. Fallece el 27 de febrero de 1793.